# Ikaria (gemeente)
Ikaria (Grieks: Ικαρία) is sedert 2011 een fusiegemeente (dimos) in de Griekse bestuurlijke regio (periferia) Noord-Egeïsche Eilanden.
De gemeente valt samen met het eiland Ikaria.
De drie deelgemeenten (dimotiki enotita) van de fusiegemeente zijn:
- Agios Kirykos (Άγιος Κήρυκος)
- Evdilos (Εύδηλος)
- Raches (Ράχες), met de buurtschap Armenistis